# Вин-Умгебунг
Вин-Умгебунг (нем. Bezirk Wien-Umgebung) — бывший политический округ в Австрии. Центр округа — город Клостернойбург. Округ входит в федеральную землю Нижняя Австрия. Занимает площадь 484,48 км². Население 101 998 чел. Плотность населения 211 человек/кв.км.
Официальный код округа AT126/AT127.

## Общины
1. Эбергассинг
2. Фишаменд
3. Габлиц
4. Герасдорф-Вин
5. Граматнойзидль
6. Химберг
7. Клайн-Нойзидль
8. Клостернойбург
9. Критцендорф
10. Ланцендорф
11. Леопольдсдорф
12. Мариа-Ланцендорф
13. Мауэрбах
14. Мосбрун
15. Пресбаум
16. Пуркерсдорф
17. Раухенварт
18. Швадорф
19. Швехат
20. Тульнербах
21. Вольфсграбен
22. Цвёльфаксинг

## Города и Общины
1. Эбергассинг